# Canton de Torigni-sur-Vire
Le canton de Torigni-sur-Vire est une ancienne division administrative française, située dans le département de la Manche et la région Basse-Normandie.

## Représentation

### Conseillers généraux de 1833 à 2015
| Période | Période      | Identité                        | Étiquette                                | Qualité                                                                                        |
| ------- | ------------ | ------------------------------- | ---------------------------------------- | ---------------------------------------------------------------------------------------------- |
| 1833    | 1835 (décès) | Prosper Hébert de la Vicomterie |                                          | Notaire à Torigni                                                                              |
| 1835    | 1852         | Léonor-Joseph Havin             | Opposition dynastique                    | Journaliste, député (1831-1849, 1863-1868)                                                     |
| 1852    | 1862         | Amédée Duval-Duperron           |                                          | Juge de paix                                                                                   |
| 1862    | 1868 (décès) | Léonor-Joseph Havin             | Libéral                                  | Journaliste, député (1839-1848, 1863-1868), maire de Torigni-sur-Vire                          |
| 1869    | 1884 (décès) | Jean-Jacques Lemaître           | Droite                                   | Propriétaire, maire de Saint-Jean-des-Baisants                                                 |
| 1884    | 1909 (décès) | Jules Pommier                   | Républicain                              | Médecin, maire de Torigni-sur-Vire, conseiller d'arrondissement                                |
| 1909    | 1940         | Paul Bucaille                   | Rad.                                     | Médecin, maire de Torigni-sur-Vire, nommé conseiller départemental en 1943                     |
|         |              |                                 |                                          |                                                                                                |
| 1945    | 1949         | Paul Bucaille                   | Républicain indépendant[réf. nécessaire] | Médecin, maire de Torigni-sur-Vire                                                             |
| 1949    | 1971 (décès) | Marcel Joly                     | Indépendant                              | Notaire à Torigni-sur-Vire                                                                     |
| 1971    | 1977 (décès) | Georges Baranger                | SE-DVG                                   | Négociant à Torigni-sur-Vire                                                                   |
| 1977    | 2004         | Robert Marty                    | DVD                                      | Vétérinaire, maire adjoint de Torigni-sur-Vire                                                 |
| 2004    | 2011         | Jean-Pierre Enguerrand          | SE                                       | Maire adjoint de Saint-Jean-des-Baisants                                                       |
| 2011    | 2015         | Marie-Pierre Fauvel-Beaufils    | DVD                                      | Fonctionnaire territoriale, maire de Rouxeville, élue en 2015 dans le canton de Condé-sur-Vire |

Le canton participe à l'élection du député de la première circonscription de la Manche, avant et après le redécoupage des circonscriptions pour 2012.

### Conseillers d'arrondissement (de 1833 à 1940)
| Période                                  | Période          | Identité                  | Étiquette   | Qualité |
| ---------------------------------------- | ---------------- | ------------------------- | ----------- | --- |
| 1833                                     | 1836             | Philippe Sellier          |             | Propriétaire à Vidouville                                                                                   |
| 1836                                     | 1848             | M. Lefoulon               |             | Pharmacien à Torigni                                                                                        |
|                                          |                  |                           |             | |
| 1871                                     |                  | Léon Canu                 |             | Vétérinaire à Torigni                                                                                       |
|                                          |                  |                           |             | |
|                                          | 1884 (démission) | Jules Pommier             | Républicain | Médecin, adjoint au maire de Torigni                                                                        |
|                                          |                  |                           |             | |
| 1919                                     | 1927 (décès)     | Édouard Marie (1860-1927) |             | Maire de Condé-sur-Vire                                                                                     |
| 1927                                     | 1937             | Pierre Cordhomme          | RG          | Maire de Guilberville                                                                                       |
| 1937                                     | 1940             | Eugène Tirard             | PAPF        | Propriétaire, maire du Perron                                                                               |
| 1940                                     |                  |                           |             | Les conseils d'arrondissement ont été suspendus par la loi du 12 octobre 1940 et n'ont jamais été réactivés |
| Les données manquantes sont à compléter. |                  |                           |             | |

## Composition

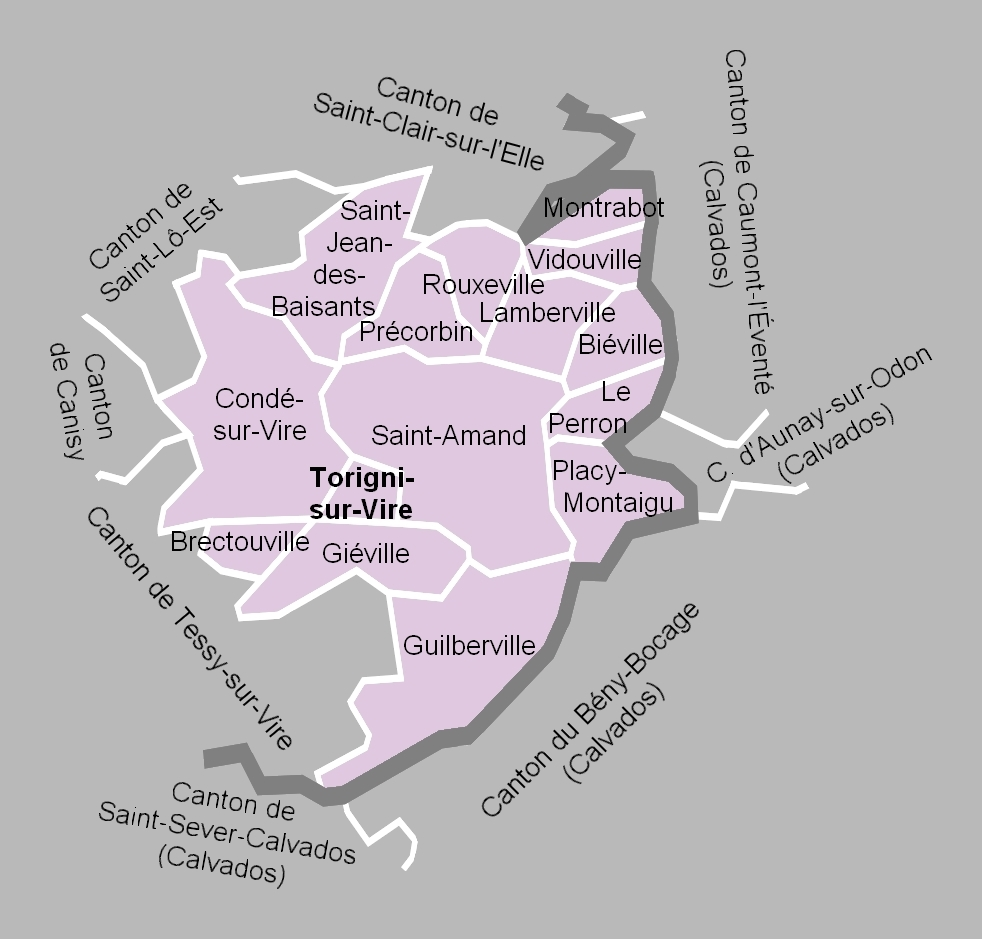
La carte des communes du canton. Les cantons limitrophes étaient ceux de Saint-Lô-Est, de Saint-Clair-sur-l'Elle, de Caumont-l'Éventé, d'Aunay-sur-Odon, du Bény-Bocage, de Saint-Sever-Calvados, de Tessy-sur-Vire et de Canisy.

Le canton de Torigni-sur-Vire comptait 13 046 habitants en 2012 (population municipale) et groupait quinze communes :
- Biéville ;
- Brectouville ;
- Condé-sur-Vire ;
- Giéville ;
- Guilberville ;
- Lamberville ;
- Montrabot ;
- Le Perron ;
- Placy-Montaigu ;
- Précorbin ;
- Rouxeville ;
- Saint-Amand ;
- Saint-Jean-des-Baisants ;
- Torigni-sur-Vire ;
- Vidouville.

À la suite du redécoupage des cantons pour 2015, toutes les communes sont rattachées au canton de Condé-sur-Vire.

### Anciennes communes
La commune de Montaigu, absorbée en 1834 par Placy, était la seule commune définitivement supprimée, depuis la création des communes sous la Révolution, incluse dans le territoire du canton de Torigni-sur-Vire. La commune prend alors le nom de Placy-Montaigu.
Le canton comprenait également deux communes associées :
- La Chapelle-du-Fest et Saint-Symphorien-les-Buttes, associées à Saint-Amand depuis le 15 février 1973.

## Démographie
| 1962  | 1968   | 1975   | 1982   | 1990   | 1999   | 2006   | 2011   | 2012   |
| ----- | ------ | ------ | ------ | ------ | ------ | ------ | ------ | ------ |
| 9 457 | 10 526 | 10 856 | 11 442 | 11 712 | 11 693 | 12 281 | 12 935 | 13 046 |